# Type 99 (fuzil)
O Type 99 (九九式短小銃, Kyūkyū-shiki tan-shōjū) era um fuzil de ação por ferrolho usado pelo Exército Imperial Japonês durante a Segunda Guerra Mundial.

## História
Durante a Segunda Guerra Sino-Japonesa na década de 1930, os japoneses logo descobriram que o cartucho 7,7 mm disparado por sua metralhadora pesada Type 92 na China era superior ao cartucho 6,5×50 mm do fuzil Type 38. Isso exigiu o desenvolvimento de uma nova arma para substituir o superado Type 38 e, finalmente, padronizar em um único cartucho de fuzil. O Exército Imperial Japonês desenvolveu o fuzil Type 99 baseado no Type 38, mas com um calibre de 7,7 mm. O Type 99 foi produzido em nove arsenais diferentes. Sete arsenais foram localizados no Japão, com os outros dois localizados em Mukden em Manchukuo e Jinsen na Coréia.
O Exército Imperial Japonês pretendia substituir completamente o Type 38 pelo Type 99 até o final da guerra. No entanto, a eclosão da Guerra do Pacífico nunca permitiu que o exército substituísse completamente o Type 38 e, portanto, o exército usou os dois fuzis extensivamente durante a guerra. À medida que a guerra avançava, mais e mais medidas de redução de custos foram introduzidas para acelerar a produção. Os fuzis de guerra tardios são frequentemente chamados de "última vala" ou "padrão substituto" devido à sua crueza de acabamento. Eles são geralmente tão brutos quanto o Mauser K98k da Alemanha datado de 1945, ou pior.
O Type 99 foi produzido em quatro versões, o mosquetão Type 99 de edição regular, o fuzil Type 99 (uma variante de produção limitada), o fuzil paraquedista Type 2 e o fuzil de precisão Type 99. O fuzil padrão também vinha com um monopé de arame e um dispositivo de mira antiaérea. O Type 99 foi o primeiro fuzil de infantaria produzido em massa a ter um furo cromado para facilitar a limpeza. Todos esses recursos foram abandonados no meio da guerra.

## Disponibilidade
Embora o fuzil Arisaka nunca tenha sido exportado para os Estados Unidos em grande número, existem milhares disponíveis - a maioria foi trazida para casa por fuzileiros navais e soldados que retornavam do teatro do Pacífico. Em muitos casos, o crisântemo imperial em cima do receptor foi desfigurado pelos japoneses que se renderam para preservar a honra do imperador: a marca indicava que o fuzil era propriedade pessoal do imperador.
Fuzis com um crisântemo intacto geralmente trazem um prêmio no mercado de colecionadores, às vezes quase o dobro do preço de um fuzil desfigurado de modelo semelhante. Muitos foram mudados para calibres mais comuns devido à relativa escassez de fábrica do 7,7×58mm Arisaka; é particularmente adequado para isso devido à sua ação robusta.

## Usuários
- República da China: Alguns modificados para o cartucho 7,92×57mm após 1946.[1]
- República Popular da China: Versões de 7,7 mm (original) e 7,92 mm (modificadas) ainda usadas por milícias chinesas na década de 1960.[4]
- Indonésia: Usado durante a Revolução Nacional da Indonésia.[5]
- Império do Japão[6]
- Coreia do Norte: Usado durante a Guerra da Coreia.[7]
- Filipinas: Capturado durante a Segunda Guerra Mundial e usado por guerrilheiros filipinos.[8]
- Coreia do Sul: Fornecido à Polícia Coreana em janeiro de 1946 como fuzil de serviço pelo Governo militar do Exército dos Estados Unidos na Coreia, e também obtido do arsenal de fabricação em Incheon. As Forças Armadas estavam equipadas com 19.103 US Type 99, de .30-06 Springfield, antes da Guerra da Coréia.[9][10]
- Tailândia: Alguns convertidos para o cartucho .30-06 no início dos anos 1950.[5]
- Vietnã: Usado pelo Việt Minh durante a Primeira Guerra da Indochina[11]